# O Cruzeiro
O Cruzeiro (originalmente Cruzeiro) foi uma revista semanal ilustrada brasileira, lançada no Rio de Janeiro, em 10 de novembro de 1928, editada pelos Diários Associados, de Assis Chateaubriand. A direção inicial foi entregue a Carlos Malheiro Dias e Frederico Barata, cabendo a Malheiro Dias permanecer no cargo até 1933, quando foi sucedido por Antonio Accioly Neto e, posteriormente, por José Amádio, que em 1960 imprimiu um novo design editorial que ficou conhecido como "bossa nova". Foi a principal revista ilustrada brasileira da primeira metade do século XX. Deixou de circular em julho de 1975.
Estabeleceu uma nova linguagem na imprensa brasileira: inovações gráficas, publicação de grandes reportagens, ênfase ao fotojornalismo. Fortaleceu a parceria com as duplas repórter-fotógrafo, a mais famosa sendo formada por David Nasser e Jean Manzon que, nos anos 1940 e 1950, fizeram reportagens de grande repercussão.
Em 1941, O Cruzeiro também passou a ser o nome da Editora do grupo Diários Associados.

## Lançamento e linha editorial

Assis Chateaubriand, em 1957.

"Cruzeiro encontra já, ao nascer, o arranha-céu, a radiotelephonia e o correio aereo: o esboço de um mundo novo no Novo Mundo. Seu nome é o da constellação que, ha milhões incontaveis de annos, scintila, aparentemente immovel, no céo austral, e o da nova moeda em que resuscitará a circulação do ouro. Nome de luz e de opulencia, idealista e realistico, synonymo de Brasil na linguagem da poesia e dos symbolos. Timbre de estrellas na bandeira da Patria, o cruzeiro foi, desde o primeiro dia da sua historia, um talisman. Nas solidões do mar, era o fanal nocturno dos navegantes. Vera Cruz, Santa Cruz, foram os nomes sacros que impuzeram á terra nova os nautas-cavalleiros na semana mystica do descobrimento. A armada descobridora apontara á vista dos incolas attonitos, com as vermelhas cruzes pintadas na pojadura palpitante das vélas. Na terra paradisiaca, por onde Eva andava na verde floresta mais nua do que anda hoje nas praias fulvas de Copacabana, arvorou-se em signal de posse uma cruz, em memoria daquella outra em que um Homem divino fôra crucificado no reinado do lascivo Tiberio. Volvidos quatro seculos, a bandeira nacional recolhia num losangulo de céo a constellação tutelar, restaurando na linguagem dos symbolos o nome do baptismo de 1500. Cruzeiro é um titulo que inclue nas suas tres syllabas um programma de patriotismo. (O Cruzeiro, Editorial no 1, 06.12.1928)"
A primeira edição foi impressa na Argentina, onde tinham equipamentos mais modernos como a rotogravura capaz de variar o tamanho das fotografias e imprimi-las ao mesmo tempo que o texto. As outras revistas no Brasil, na época, usavam chapa que não dava as oportunidades de impressão da anterior. O Cruzeiro foi a primeira revista de circulação nacional do Brasil e era financiada principalmente por publicidade, apesar de possuir a possibilidade de assinatura pelos leitores.
O intuito era criar uma revista moderna inspirada na revista norte-americana Life com conteúdo variado (como contos, crônicas, moda, esporte, cinema, charges, caricaturas, história, cobertura internacional, publicidade) e um layout diferente com muitas ilustrações e fotografias. A revista deixou claro em seu primeiro editorial que se diferenciava de suas “irmãs mais velhas que nasceram das demolições do Rio Colonial”, colocando-se na vanguarda da modernidade aliando seu nome a tecnologias modernas: “Cruzeiro encontrará ao nascer o arranha-céu, a radiotelefonia e o correio aéreo”.
As edições da O Cruzeiro tinham normalmente 48 páginas. A partir dos anos 1930, a revista passou a ter entre 56 e 64 páginas sendo quase metade rotogravura. Nesta época, um exemplar custava 2 mil réis. A publicação foi a primeira a contratar jornalistas, que puderam exercer a função em tempo integral sem precisar de outros trabalhos, e acabar com o "mito" de que a profissão era apenas um 'bico".

## Conteúdo
Entre seus diversos assuntos, a revista O Cruzeiro contava fatos sobre a vida dos astros de Hollywood, cinema, esportes e saúde. Ainda contava com seções de charges, política, culinária e moda. Porém, havia também um grande destaque para a vida da elite jovem brasileira nas páginas da revista com matérias sobre bailes e festas escolares, diversão na praia, eventos esportivos (incluindo competições de estudantes e militares), concursos de beleza, fotos de modelos e entrevistas com jovens ricas. A revista também publicava contos de revistas estrangeiras sem dar os devidos créditos e ainda copiava as ilustrações. As seções de moda também eram normalmente copiadas de revistas nova-iorquinas ou parisienses.
A revista possuía várias seções voltadas para o público feminino. A seção Da Mulher para Mulher, composta por cartas de conselhos da autora Maria Teresa, falava e ensinava as leitoras sobre as responsabilidades das mulheres no casamento e nas tarefas domésticas, designava as diferenças entre os homens e mulheres e havia também conselhos de como favorecer o homem durante o sexo. Em geral, trazia os valores da sociedade da época Também existia a seção Garotas que era ilustrada por Alceu Penna e escrito por Edgar Alencar e, a partir de 1957, por Maria Luiza Castelo Branco. As histórias das garotas fizeram tanto sucesso que criou várias tendências de moda e comportamento entre as jovens. As personagens viraram referências para as garotas da época. Consultório de Beleza, assinada por Elza Marzullo, cumpria o que o nome prometia, com dicas sobre cosméticos e beleza para mulheres e a seção Lar Doce Lar, assinada por Helena Sangirardi e Thereza de Paula Penna trazia receitas de culinárias para as leitoras. Dona era uma seção que trazia as maiores tendências da moda de Paris, escrita por Mme. Thérèse Clemenceau que deixou seu endereço francês ao dispor das leitoras para quaisquer dúvidas ou conselhos e A Moda em Hollywood divulgava as roupas mais usadas pelos famosos nos Estados Unidos.
As seções de humor também faziam grande sucesso na revista. No começo a revista trazia apenas charges ou ilustrações estrangeiras (seção A Caricatura no Estrangeiro) e só mais tarde passou a ter comediantes brasileiros. Millôr Fernandes estreou na seção humorística Poste Escrito com apenas 14 anos. Na década de 1940, Fernandes fez dupla com Péricles na seção Pif-Paf. Mas o maior sucesso foi a seção lançada em 1943, O Amigo da Onça, de Péricles que até rendeu brinquedos, enfeites, artefatos natalinos e bonecos de açúcar. A seção Estádio cobria competições esportivas como polo, futebol e hipismo e Cinelândia era seção dedicada as fofocas e vida dos artistas.

Guimarães Rosa, 1960

O Cruzeiro também tinha espaço para literatura, em Obras Primas eram lançados textos de Machado de Assis, Eça de Queiroz e Balzac. A revista também promovia concurso de contos e um dos seus primeiros ganhadores foi Guimarães Rosas, que se tornou um dos maiores escritores brasileiros. Para falar de arquitetura, a revista criou a seção Nossa Casa e sobre jardinagem tinha Nosso Jardim, Nossa Chácara. Já para falar de políticos no mundo a revista criou a Pelas Cinco Partes do Mundo e para divulgar eventos de políticos existia o Figuras e Factos da Semana.
Na pequena seção Pequenos Anúncios a revista divulgava endereços de comércios, horário de filmes no cinema e navios para Europa e Estados Unidos. As seções Consultório Médico e Consultório Jurídico eram dedicadas para tirar dúvidas dos leitores sobre esses assuntos. Outras seções que ficaram famosas foram Arquivos Implacáveis, Política nacional e Figuras e Fatos da História do Brasil.
Reportagens sobre a cobertura da inauguração do Cristo Redentor, em 1930, e reportagem sobre o conflito no Oriente médio (a primeira feita pela imprensa brasileira) foram um sucesso. Além disso, coberturas sobre concursos de belezas eram bem recorrentes, principalmente depois que a brasileira Yolanda Pereira venceu o Miss Universo. Entre os assuntos abordados pela revista também existiam coisas exóticas como receitas de ração para marrecos, guias de como cuidar de coriza de coelhos ou de inflamações em cascos de cavalo.
As propagandas também faziam parte da publicação chegando a ocupar de 30% a 35% de suas páginas. A melhoria na impressão de imagens coloridas ajudou muito a promover anúncios comerciais ou até matérias patrocinadas. Na versão da O Cruzeiro Internacional também tinham anúncios e, às vezes, acontecia da publicação trazer produtos só encontrados em São Paulo ou Rio de Janeiro, mesmo a revista sendo destinada para o exterior.

### Tradição e Modernidade na virada da década de 1930
Desde o primeiro número da revista O Cruzeiro, a seção “Carta de Mulher”, trazia o embate entre o o tradicional e o moderno, o campo e a cidade onde uma "tia da roça" e a uma "moça moderna" encenavam o velho e o novo. O jazz, o tango e o maxixe, o cabelo cortado curto, a boca pintada de batom vermelho e o cigarro, uma flapper norte-americana eram as imagens encarnadas por Lucia, a sobrinha que viva no Rio de Janeiro, e por Iracema, a sua antagonista e sua tia. Em 1929, Iracema, a tia, revela que sua sobrinha moderna não existiu, explica que criou a personagem para alertar as mães acerca dos perigos da vida moderna e conta que diversas mães “dos estados” escreveram à Iracema pedindo para cessar de publicar esse “pernicioso exemplo” invejado por “moças que ainda se conservam fiéis á antiga disciplina familiar”. A dramatização da modernidade, pela construção do um inverso, a tradição, é interessante porque em uma ideia e em outra, ao longo das cartas, vão sendo depositados elementos que não são apresentados no que pudessem ser contínuos, mas como opostos. Tais elementos são os hábitos, as vestimentas, os sentimentos, os lugares frequentados, as músicas, a diferença de idade, os espaços cindidos entre o rural e o urbano, dentre outros aspectos tomados como índices. Na troca de cartas ente tia e sobrinha, podemos observar o ensaio do imaginário civilizado, migrando da Europa, no caso a França, para o Norte Americano, algo como do flaneur  ao sportsmen. E nesse aspecto, ao menos, podemos relacionar aquelas cartas com o conteúdo da revista como um todo naqueles seus primeiros anos. São as fotografias do espaço da praia — como espaço de sociabilidade era algo recente —, as ilustrações de edifícios no projeto de Alfred Agache para um plano diretor para a Cidade do Rio de Janeiro, receitas de remédios para cascos de cavalos e de ração para gansos. É possível que nem mesmo Iracema existisse, pois este era o pseudônimo de Carlos Malheiro Dias na seção “Cartas de Mulher”, no plural, na Revista da Semana, que circulou entre 1914 e 1918; e, em 1928, Carlos Malheiro Dias fundou O Cruzeiro. Há anunciado na Internet o leilão, ocorrido em 2017, da obra atribuída a Carlos Malheiro Dias, tendo como autora Iracema, sem sobrenome, intitulada Cartas de Mulher, editada pela Livraria Francisco Alves, sem data.

### Prêmio Esso
A reportagem de Mario de Moraes e Ubiratan de Lemos intitulada Uma tragédia brasileira — os paus-de-arara publicada no dia 22 de outubro de 1955 foi o primeiro trabalho jornalístico homenageado pelo prêmio Esso de jornalismo. A dupla de jornalistas se aventurou durante 11 dias em caminhão de oito toneladas com mais 104 nordestinos que vinham em buscar de emprego no Sudeste e Sul. A reportagem se tornou uma denúncia das condições subumanas e da exploração que esses nordestinos sofriam durante seu trajeto. A história publicada no O Cruzeiro culminou na proibição dos paus-de-arara.
Quando chegou no Rio de Janeiro, Mario de Moraes quase morreu, ficando três meses de cama, pois, durante a viagem, adquiriu tifo, doença causada por beber água contaminada na beira da estrada.

## Fotografia e ilustrações
Como uma revista ilustrada, a O Cruzeiro privilegiava bastante as imagens em suas reportagens. Para conseguir as imagens, além de ter seu próprio time de fotojornalistas, a revista tinha parceria com agências estrangeiras como a Atlantic Photo Berlim e Consortium Paris, também publicava fotos de viajantes como etnólogos e aviadores e ainda promovia concursos de fotografia que disponibilizam um acerto fotográfico de baixo custo para a revista.
O Cruzeiro foi responsável pela primeira aparição de Pererê, personagem famoso de Ziraldo.

## Sedes da revista e tiragem
Em 1931, a redação da revista ficava no recém-inaugurado prédio dos Diários Associados na rua 13 de Maio, no Rio de Janeiro. Dezoito anos depois, a revista mudou-se para um novo prédio, projeto de Oscar Niemeyer na rua do Livramento, no Rio de Janeiro. Este último foi o endereço que a revista permaneceu até a sua falência. A revista também contava com um escritório em São Paulo e correspondentes no Brasil inteiro. Durante a década de 1940 e 1950, O Cruzeiro contou com sucursais em Paris, Nova York, Roma e Tóquio.
O Cruzeiro, em 1942, tinha uma tiragem de 48 mil e passou, em 1949, para 300 mil. A edição mais vendida da O Cruzeiro foi o exemplar que noticiava a morte de Vargas que chegou a 720 mil exemplares vendidos.

## Fim da revista
A decadência de O Cruzeiro começou com a brusca queda na venda de exemplares que passou de 710 mil cópias para 400 mil durante toda a década de 1960. Além disso, era o fim da O Cruzeiro Internacional que circulou de 1957 até setembro de 1965 em diversos países da América Latina como Uruguai, Paraguai, Argentina, Chile, Peru, Venezuela, Bolívia e em países do Caribe e no sul dos Estados Unidos. O surgimento de novas publicações, como as revistas Manchete e Veja, o fortalecimento da televisão e o controle da mídia impressa pelas editoras Abril e Bloch também colaboraram para a decadência do O Cruzeiro. Ainda, a ida para o exterior de Chateaubriand que se tornou embaixador na Inglaterra proporcionou vários problemas dentro da revista.
A revista, junto com outros veículos do Diários Associados, estava mergulhada em dívidas e não resistiu levando-a a falência em 1975. Antes disso, O Cruzeiro perdeu parte do prédio da redação e o título da revista foi vendido à Hélio Lo Bianco para pagar dívidas. Além disso, suas máquinas importadas foram vendidos por preços muito baixos.

### Arquivos
A maior parte dos exemplares da revista O Cruzeiro foram levados para a sede do Estado de Minas (único título que restou do Diários Associados) após o fim da revista. O acervo é considerado o arquivo mais completo da revista.

## Relançamento
Em novembro de 2019, o empresário Claudio Magnavita comprou a marca e o acervo dos Diários Associados. A primeira edição da nova fase chegou a falar dos bastidores da canonização de Irmã Dulce, e teve estampada na capa a atriz Fernanda Montenegro. A periocidade passa a ser mensal diferente da primeira versão, atingindo bons resultados.

## Contexto histórico
A revista O Cruzeiro surgiu durante o governo de Washington Luiz Pereira de Souza. Foi um momento de grande migração do campo para a cidade, onde as indústrias tomavam o cenário do país e a ideia de urbanização e modernidade eram cada vez mais reforçadas pelos políticos e pelo jornalismo. Na década de 1950, foi feita uma pesquisa sobre como homens e mulheres consumiam revista e isso impactou diretamente na escolha da posição das seções de O Cruzeiro. Foi constatado que os homens começavam a ler pelo início que era onde ficavam as seções de política e notícias de capa e, as mulheres, que liam do final para o começo, se deparava com seções de crônicas ou de assuntos considerados femininos como beleza e cozinha.
Na década 1960, o Brasil tinha altos índices de analfabetismo, apesar disso, a O Cruzeiro tinha uma alta tiragem, chegando a 700 mil exemplares vendidos e quatro milhões de leitores por todo Brasil e no exterior. Na época a empresa Correios já estava bem estruturada no país, facilitando a chegada da revista em diversas partes do país.
Durante o governo de Getúlio Vargas, a revista divulgava intensamente a política modernista e nacionalista do presidente, abrindo espaço em suas páginas para propagação de novos eletrodomésticos, produtos de beleza e moda. A revista refletia a posição política de Chateaubriand que oscilava constantemente: primeiro, o apoio de Assis Chateaubriand à candidatura Vargas-João Pessoa ficou muito evidente com a disparidade na cobertura das campanhas na revista O Cruzeiro. Cerca de 8 páginas ilustradas foram dedicas à dupla sendo que os opositores tiveram que pagar para ter um pequeno espaço na revista.

## David Nasser e Jean Mazon
A revista O Cruzeiro foi a primeira a implementar as grandes reportagens e tornar seus jornalistas famosos. A dupla David Nasser e Jean Manzon foram os responsáveis pelas reportagens mais importantes da revista. Porém, é conhecido que a dupla também inventava informações para tornar as reportagens mais interessantes, um exemplo foi a reportagem sobre a falsa morte de Manzon, que foi autorizada pelo próprio Chateaubriand e que deixou a dupla mais famosa ainda. Nasser e Manzon também utilizavam informações de acontecimentos que não estavam presentes ou roubavam de outros autores sem dar créditos.

Jean Manzon, 1940

A dupla começou a ficar famosa a partir de 1940. Em dezembro de 1944, a dupla fez uma reportagem sobre o terremoto do Chile com a fórmula atual do lead pouco usada no jornalismo da época. A preocupação era passar a informação com objetividade respondendo as principais questões do fato. Outra reportagem famosa da dupla foi a cobertura dos Xavantes, em 1942, que contou com 18 páginas da revista e foi publicada mais tarde pela Life. Nesta reportagem eles sobrevoaram a tribo desconhecida e tiraram diversas fotos, uma delas que entrou para a história, que foi o momento que as tribos lançavam flechas em direção a eles.
Apesar das controvérsias, Manzon contribuiu muito para a implementação do fotojornalismo no Brasil e se destacou pela cobertura de guerras.

## Casos

### Reportagem sobre o Comando de Caça aos Comunistas (CCC)
Em 1968, uma reportagem de Pedro Medeiros (falecido em 1999), publicada na extinta revista O Cruzeiro incluiu, entre os membros do Comando de Caça aos Comunistas (CCC), o jogador de basquete Antônio Salvador Sucar, o apresentador de TV Boris Casoy e o advogado José Roberto Batochio, presidente do Conselho Federal da OAB em 1994. Porém, segundo matéria — no site Consultor Jurídico em 2010, o próprio autor da reportagem na revista O Cruzeiro, reconhecera que a lista de supostos integrantes do CCC teria sido resultado de mera ilação do autor, a partir dos nomes constantes da agenda de telefones de um suposto integrante do grupo. De Boris a reportagem da revista O Cruzeiro diz que seu sobrenome era "Casoy ou Kossoy". É Casoy, pronto. Existe um Boris Kossoy, mas é outra pessoa. Entre os depoimentos há um relato impagável: Boris Casoy, vestido de couro preto, de pé na garupa de uma moto, girando uma corrente. Tendo sofrido de poliomielite, como explicar sua capacidade acrobática?

### OperaçãoO Cruzeiro
O Cruzeiro, editado pelos Diários Associados, do jornalista Assis Chateaubriand, circulou de 1928 a 1975. Uma revista com o mesmo título foi lançada em 1977 por Alexandre von Baumgarten, com a finalidade de criar uma corrente de opinião pública favorável à ditadura militar. Alexandre adquiriu os direitos em 1979 e relançou a revista com um contrato de publicidade com a Capemi (Caixa de Pecúlios, Pensões e Montepios Beneficente) no valor de Cr$ 12 milhões. Em 1981, já possuía outros anunciantes, como a Prefeitura de Santos (que possuía um prefeito nomeado pela ditadura militar chamado Paulo Gomes Barbosa), a Nuclebrás, Pró-álcool, Superintendência da Zona Franca de Manaus, Superintendência do Desenvolvimento do Nordeste (Sudene), Embraer e Empresa Brasileira de Correios e Telégrafos.

### RevistaO Cruzeirocontra aLife MagazineeParis Match
Em 15 de setembro de 1951, a revista O Cruzeiro publicou uma reportagem chamada "As noivas dos deuses sanguinários" em resposta a uma matéria publicada pela revista francesa Paris Match que abordava de forma pejorativa o candomblé e que deixou muitos intelectuais brasileiros furiosos. A reportagem da revista brasileira teve ampla divulgação em Salvador e fez tanto sucesso que a tiragem da revista passou de 300 mil para 330 mil exemplares. Ainda, com o sucesso da reportagem, houve a oportunidade de levar a O Cruzeiro para a capital da Bahia, que ainda não recebia a revista.

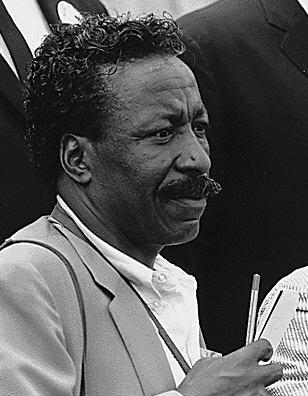
Gordon Parks, 1963

O embate com a revista francesa não foi a única da Revista O Cruzeiro. A revista norte-americana Life criou um especial de cinco blocos chamado "Pobreza" com o objetivo de mostrar "a crise geral" da América Latina. Essa série faz parte das medidas política dos Estados Unidos para mostrar que a pobreza e miséria era "campo fácil" para o comunismo. Gordon Parks, famoso fotógrafo da revista, visitou a cidade do Rio de Janeiro em 1961 e tirou uma foto que criou grande polêmica. A foto ficou conhecida como "Flávio da Silva, 1961" e mostrava um garoto esquelético na cama com uma luz que deixava a fotografia um tanto dramática. Na reportagem, junto da foto, o texto trazia a vida da família de Flávio na favela, o objetivo era ressaltar e denunciar que, no Brasil, famílias brancas viviam na miséria. Nos Estados Unidos, a reportagem repercutiu e muitos doaram dinheiro à revista. Gordon voltou ao Brasil, comprou uma casa e roupas para a família de Flávio e leva o menino para os Estados Unidos, onde sua asma é tratada em um hospital e é adotado por uma família portuguesa. Toda a história da família carioca e o desfecho de Flávio nos Estados Unidos é narrada em reportagens na revista norte-americana. Em resposta, O Cruzeiro manda à Nova York o fotógrafo Henri Ballot que faz uma fotorreportagem muito parecida com a versão da Life, porém com uma história semelhante com o objetivo de mostrar que também existia pobreza em solo norte-americano: Ballot encontrou uma família porto-riquenha que vivia em extrema pobreza em um cortiço nova-iorquino e reproduziu seu dia a dia do mesmo modo que foi feito com a família brasileira.
A foto que mais fez sucesso na fotorreportagem de Ballot foi a imagem de um menino dormindo e, ao mesmo tempo, baratas sobem em seu corpo. Mais tarde, a revista Life descobriu que aquela foto foi uma montagem de Ballot que ficou proibido de voltar aos Estados Unidos.

## Colaboradores
Foram notáveis os seus colaboradores nas várias seçõesː
- Anita Malfatti
- Alceu Penna
- Austregésilo de Athayde
- Carlos Estêvão
- David Nasser
- Di Cavalcanti
- Djanira
- Enrico Bianco
- Érico Veríssimo
- Franklin de Oliveira
- Gilberto Trompowski
- Graciliano Ramos
- Humberto de Campos
- Ismael Nery
- Jean Manzon
- Jorge Amado
- José Araújo de Medeiros
- José Cândido de Carvalho
- José Leal
- Luciano Carneiro
- Manuel Bandeira
- Mário de Morais
- Murilo Gondim
- Millôr Fernandes
- Orlando Mattos
- Portinari
- Péricles
- Rachel de Queiroz
- Santa Rosa
- Ubiratan de Lemos
- Zélio (irmão de Ziraldo)
- Ziraldo

## Prêmios
Prêmio ExxonMobil de Jornalismo (Esso)
Esso Principal
| Ano  | Autor                               | Obra                                       | Resultado |
| ---- | ----------------------------------- | ------------------------------------------ | --------- |
| 1956 | Mário de Moraes e Ubiratan de Lemos | "Uma Tragédia Anunciada: Os Paus-de-Arara" | Venceu    |